# Riders of the Whistling Pines
Riders of the Whistling Pines è un film del 1949 diretto da John English.
È un western statunitense a sfondo musicale con Gene Autry e Patricia Barry.

## Produzione
Il film, diretto da John English su una sceneggiatura di Jack Townley, fu prodotto da Armand Schaefer per la Gene Autry Productions e girato nei pressi del Cedar Lake (Big Bear Valley, San Bernardino National Forest, California) e nel Janss Conejo Ranch a Thousand Oaks, California, dal 21 giugno all'8 luglio 1948. I titoli di lavorazione furono  Wings Westward e Ridin' the Old Pine Trail.

## Distribuzione
Il film fu distribuito negli Stati Uniti dal 16 marzo 1949 al cinema dalla Columbia Pictures.
Altre distribuzioni:
- in Germania Ovest il 10 marzo 1953 (Männer mit eisernen Nerven)
- in Brasile (Alma Intrépida)

## Promozione
Le tagline sono:
- AUTRY COMES ROARING OUT OF THE SKIES...to save the forests from outlaw lumber ring!
- GENE AND CHAMPION RIDE HIGH WITH THE FOREST RANGERS!
- Gene Fights And Sings With The Forest Rangers!